# Lamprotornis superbus
Lamprotornis superbus là một loài chim trong họ Sturnidae.